# Mona Neubaur

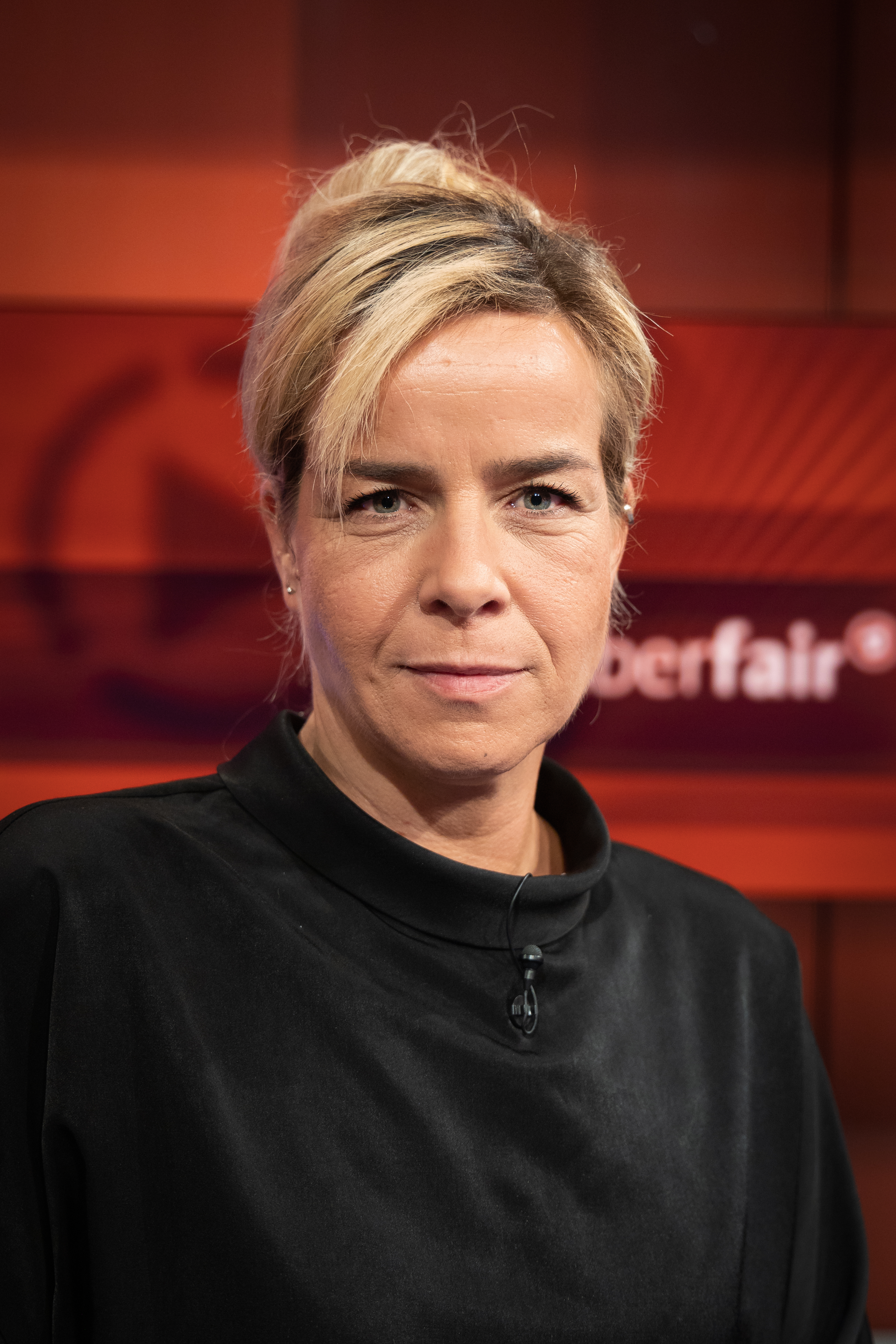
Mona Neubaur (2022)

Mona Neubaur (* 1. Juli 1977 in Pöttmes, Schwaben) ist eine deutsche Politikerin (Bündnis 90/Die Grünen) und seit dem 29. Juni 2022 Ministerin für Wirtschaft, Industrie, Klimaschutz und Energie sowie stellvertretende Ministerpräsidentin des Landes Nordrhein-Westfalen im Kabinett Wüst II.
Sie war von 2014 bis 2022 Landesvorsitzende von Bündnis 90/Die Grünen in NRW und von 2010 bis 2014 Geschäftsführerin der Heinrich-Böll-Stiftung in NRW. Bei der Landtagswahl 2022 in Nordrhein-Westfalen trat sie als Spitzenkandidatin ihrer Partei an. Seit Juni 2022 ist sie Abgeordnete im Landtag von Nordrhein-Westfalen.

## Leben
Neubaur ist die Tochter einer Krankenschwester und eines Kunstschmiedemeisters, der sein Handwerk in einem Gefängnis jungen Straftätern beibrachte. Aufgewachsen ist sie im Rainer Stadtteil Oberpeiching. Sie bestand 1996 am katholischen St.-Bonaventura-Gymnasium in Dillingen an der Donau ihr Abitur. Sie nahm 1997 ein Studium der Erziehungswissenschaften, Soziologie und Psychologie an der Heinrich-Heine-Universität Düsseldorf auf, das sie 2003 als Diplom-Pädagogin abschloss. Danach war sie bis 2007 Referentin für Öffentlichkeitsarbeit/PR beim Ökostromanbieter Naturstrom AG. Von dort wechselte sie zur Heinrich-Böll-Stiftung NRW, in deren Geschäftsführung sie 2010 aufstieg und der sie bis 2014 angehörte.

## Politik
Neubaur trat 1999 den Grünen bei und ist dort seit 2005 aktiv. 2007 wurde sie vom Kreisverband Düsseldorf zur Sprecherin gewählt. 2009 und 2013 war sie für den Bundestagswahlkreis Düsseldorf I Direktkandidatin zur Bundestagswahl; 2013 kandidierte sie außerdem auf Platz 19 der NRW-Landesliste. 2014 wählten die Grünen in NRW Neubaur als Nachfolgerin von Monika Düker zur Landesvorsitzenden. Dieses Amt hatte sie bis Juni 2022 inne. Bei der Landtagswahl in NRW am 15. Mai 2022 konnte Neubaur als Spitzenkandidatin ihrer Partei deren Stimmenanteil mit 18,2 % gegenüber 2017 fast verdreifachen. Im Landtagswahlkreis Düsseldorf I errang sie ein Erststimmenergebnis von 26,71 % und lag damit deutlich über den Zweitstimmen für ihre Partei, verpasste jedoch das Direktmandat und zog deshalb über die Landesliste der Grünen in den Landtag ein.
Am 29. Juni 2022 wurde Neubaur zur Ministerin für Wirtschaft, Industrie, Klimaschutz und Energie sowie zur stellvertretenden Ministerpräsidentin des Landes Nordrhein-Westfalen im Kabinett Wüst II ernannt.
Als ihre Schwerpunkte nennt Neubaur die Themen Umwelt-, Energie- und Verkehrspolitik sowie Klimaschutz und Demokratie. So hat sie sich in ihrer Zeit als Düsseldorfer Kommunalpolitikerin im Rahmen des Aktionsbündnisses Sauberer Strom am Rhein erfolgreich für einen Wechsel von Kohle- auf Gas- und Dampfturbinenkraftverstromung in einem Teil des Kraftwerks Lausward (Düsseldorfer Hafengebiet) eingesetzt.

## Mitgliedschaften
Während ihres Studiums war Neubaur als Referentin beim Bund Deutscher Amateurtheater (BDAT) tätig. Daneben ist sie u. a. Mitglied bei der Mahn- und Gedenkstätte Düsseldorf und bei Fortuna Düsseldorf sowie DLRG-Fördermitglied. Sie gehört zudem der Mitgliederversammlung der Heinrich-Böll-Stiftung an.